# Fußball-Club Gelsenkirchen-Schalke 04 2020-2021
Questa voce raccoglie le informazioni riguardanti il Fußball-Club Gelsenkirchen-Schalke 04 nelle competizioni ufficiali della stagione 2020-2021.

## Stagione
Nella stagione 2020-2021 lo Schalke, allenato da David Wagner, Manuel Baum, Huub Stevens, Christian Gross e Dīmītrīs Grammozīs, concluse il campionato di Bundesliga al 18º posto. In Coppa di Germania lo Schalke fu eliminato agli ottavi di finale dal Wolfsburg.

## Rosa
| N. |                                 | Ruolo | Calciatore          |
| -- | ------------------------------- | ----- | ------------------- |
| 1  | Germania (bandiera)             | P     | Ralf Fährmann       |
| 2  | Germania (bandiera)             | D     | Kilian Ludewig      |
| 3  | Marocco (bandiera)              | D     | Hamza Mendyl        |
| 5  | Serbia (bandiera)               | D     | Matija Nastasić     |
| 6  | Spagna (bandiera)               | C     | Omar Mascarell      |
| 7  | Germania (bandiera)             | A     | Mark Uth            |
| 8  | Germania (bandiera)             | C     | Suat Serdar         |
| 9  | Belgio (bandiera)               | A     | Benito Raman        |
| 10 | Algeria (bandiera)              | C     | Nabil Bentaleb      |
| 13 | Brasile (bandiera)              | D     | William             |
| 15 | Germania (bandiera)             | D     | Henning Matriciani  |
| 16 | Marocco (bandiera)              | C     | Nassim Boujellab    |
| 17 | Francia (bandiera)              | D     | Benjamin Stambouli  |
| 18 | Portogallo (bandiera)           | A     | Gonçalo Paciência   |
| 19 | Germania (bandiera)             | D     | Brooklyn Ezeh       |
| 20 | Bosnia ed Erzegovina (bandiera) | D     | Sead Kolašinac      |
| 21 | Paesi Bassi (bandiera)          | A     | Klaas-Jan Huntelaar |
| 22 | Germania (bandiera)             | A     | Steven Skrzybski    |
| 23 | Danimarca (bandiera)            | P     | Frederik Rønnow     |
| 24 | Germania (bandiera)             | D     | Bastian Oczipka     |

| N. |                            | Ruolo | Calciatore        |
| -- | -------------------------- | ----- | ----------------- |
| 25 | Marocco (bandiera)         | C     | Amine Harit       |
| 26 | Senegal (bandiera)         | D     | Salif Sané        |
| 27 | Germania (bandiera)        | A     | Luca Schuler      |
| 28 | Austria (bandiera)         | C     | Alessandro Schöpf |
| 30 | Germania (bandiera)        | D     | Shkodran Mustafi  |
| 31 | Germania (bandiera)        | D     | Timo Becker       |
| 33 | Germania (bandiera)        | D     | Malick Thiaw      |
| 34 | Austria (bandiera)         | P     | Michael Langer    |
| 36 | Kosovo (bandiera)          | C     | Blendi Idrizi     |
| 37 | Germania (bandiera)        | C     | Levent Mercan     |
| 38 | Turchia (bandiera)         | D     | Mehmet-Can Aydın  |
| 40 | Germania (bandiera)        | C     | Can Bozdoğan      |
| 41 | Germania (bandiera)        | D     | Florian Flick     |
| 42 | Germania (bandiera)        | D     | Kerim Çalhanoğlu  |
| 43 | Stati Uniti (bandiera)     | A     | Matthew Hoppe     |
| 45 | Rep. Dominicana (bandiera) | D     | Jimmy Kaparos     |
| 47 | Norvegia (bandiera)        | C     | Mikail Maden      |
| 48 | Germania (bandiera)        | P     | Sören Ahlers      |
| 49 | Grecia (bandiera)          | D     | Vasilios Pavlidis |

## Organigramma societario
Area tecnica
- Preparatori atletici:
- Allenatore in seconda: Michael Büskens, Matthias Kreutzer, Sven Piepenbrock
- Preparatore dei portieri: Simon Henzler
- Analisi video: Marvin Begemann, Lars Gerling, Matthias Kreutzer
- Allenatore: Dīmītrīs Grammozīs

## Calciomercato

### Sessione estiva
| Acquisti | Acquisti          | Acquisti              | Acquisti |
| R.       | Nome              | da                    | Modalità |
| -------- | ----------------- | --------------------- | -------- |
| D        | Kilian Ludewig    | Barnsley              |          |
| P        | Frederik Rønnow   | Eintracht Francoforte |          |
| A        | Gonçalo Paciência | Eintracht Francoforte |          |
| A        | Vedad Ibišević    | Sconosciuta           |          |
| C        | Nabil Bentaleb    | Newcastle Utd         |          |
| D        | Pablo Insua       | Huesca                |          |
| D        | Jonas Carls       | Viktoria Colonia      |          |
| P        | Ralf Fährmann     | Brann                 |          |
| D        | Hamza Mendyl      | Digione               |          |
| C        | Sebastian Rudy    | Hoffenheim            |          |
| A        | Steven Skrzybski  | Fortuna Düsseldorf    |          |
| C        | Nick Taitague     | Schalke 04 II         |          |
| A        | Cedric Teuchert   | Hannover 96           |          |
| A        | Mark Uth          | Colonia               |          |

| Cessioni | Cessioni            | Cessioni              | Cessioni |
| R.       | Nome                | a                     | Modalità |
| -------- | ------------------- | --------------------- | -------- |
| C        | Jonas Hofmann       | Energie Cottbus       |          |
| C        | Sebastian Rudy      | Hoffenheim            |          |
| A        | Guido Burgstaller   | St. Pauli             |          |
| P        | Markus Schubert     | Eintracht Francoforte |          |
| C        | Weston McKennie     | Juventus              |          |
| D        | Jonas Carls         | Vitória Guimarães     |          |
| D        | Pablo Insua         | Huesca                |          |
| A        | Cedric Teuchert     | Union Berlino         |          |
| C        | Daniel Caligiuri    | Augusta               |          |
| A        | Michael Gregoritsch | Augusta               |          |
| D        | Juan Miranda        | Barcellona B          |          |
| D        | Jonjoe Kenny        | Everton               |          |
| P        | Alexander Nübel     | Bayern Monaco         |          |
| D        | Jean-Clair Todibo   | Barcellona            |          |

### Sessione invernale
| Acquisti | Acquisti            | Acquisti  | Acquisti |
| R.       | Nome                | da        | Modalità |
| -------- | ------------------- | --------- | -------- |
| D        | Shkodran Mustafi    | Arsenal   |          |
| D        | William             | Wolfsburg |          |
| A        | Klaas-Jan Huntelaar | Ajax      |          |
| D        | Sead Kolašinac      | Arsenal   |          |

| Cessioni | Cessioni      | Cessioni        | Cessioni |
| R.       | Nome          | a               | Modalità |
| -------- | ------------- | --------------- | -------- |
| D        | Ozan Kabak    | Liverpool       |          |
| A        | Ahmed Kutucu  | Heracles Almelo |          |
| A        | Rabbi Matondo | Stoke City      |          |

## Risultati

### Bundesliga

#### Girone di andata
| Arbitro: | Zwayer |

|                                                                                         |           |  |
| Gnabry 4’, 47’, 59’ Goretzka 19’ Lewandowski 31’ (rig.) Müller 69’ Sané 71’ Musiala 81’ | Marcatori |  |

| Arbitro: | Schmidt |

|         |           |                               |
| Uth 90’ | Marcatori | 22’, 37’, 59’ (rig.) Füllkrug |

| Arbitro: | Badstübner |

|                                                                   |           |  |
| Bozdoğan 31’ (aut.) Angeliño 35’ Orban 45’ Halstenberg 80’ (rig.) | Marcatori |  |

| Arbitro: | Ittrich |

|               |           |               |
| Paciência 69’ | Marcatori | 55’ Friedrich |

| Arbitro: | Zwayer |

|                                    |           |  |
| Akanji 55’ Haaland 61’ Hummels 78’ | Marcatori |  |

| Arbitro: | Brand |

|           |           |                     |
| Thiaw 30’ | Marcatori | 56’ (rig.) González |

| Arbitro: | Ittrich |

|                                       |           |                          |
| Brosinski 6’ (rig.) Mateta 45’ (rig.) | Marcatori | 36’ Uth 82’ (aut.) Juste |

| Arbitro: | Fritz |

|  |           |                          |
|  | Marcatori | 3’ Weghorst 24’ Schlager |

| Arbitro: | Gräfe |

|                                           |           |           |
| Neuhaus 15’ Wendt 36’ Thuram 52’ Wolf 80’ | Marcatori | 20’ Raman |

| Arbitro: | Cortus |

|  |           |                                                |
|  | Marcatori | 10’ (aut.) Thiaw 67’ Baumgartlinger 78’ Schick |

| Arbitro: | Gräfe |

|                               |           |                         |
| Serdar 32’ (aut.) Richter 90’ | Marcatori | 52’ Raman 61’ Boujellab |

| Arbitro: | Jablonski |

|  |           |                 |
|  | Marcatori | 50’, 68’ Sallai |

| Arbitro: | Dankert |

|  |           |          |
|  | Marcatori | 53’ Klos |

| Arbitro: | Jablonski |

|                                      |           |  |
| Guendouzi 36’ Córdoba 52’ Piątek 80’ | Marcatori |  |

| Arbitro: | Zwayer |

|                               |           |  |
| Hoppe 42’, 57’, 63’ Harit 79’ | Marcatori |  |

| Arbitro: | Gräfe |

|                          |           |           |
| Silva 28’ Jović 72’, 90’ | Marcatori | 29’ Hoppe |

| Arbitro: | Siebert |

|           |           |                           |
| Hoppe 57’ | Marcatori | 31’ Czichos 90’ Thielmann |

#### Girone di ritorno
| Arbitro: | Stegemann |

|  |           |                                           |
|  | Marcatori | 33’, 88’ Müller 54’ Lewandowski 90’ Alaba |

| Arbitro: | Storks |

|             |           |               |
| Möhwald 77’ | Marcatori | 38’ Mascarell |

| Arbitro: | Petersen |

|  |           |                                    |
|  | Marcatori | 45’ Mukiele 73’ Sabitzer 87’ Orban |

| Berlino 13 febbraio 2021, ore 18:30 CET 21ª giornata | Union Berlino | 0 – 0 referto | Schalke 04 | Stadio An der Alten Försterei (0 spett.)\| Arbitro: \| Schlager \| |
| Arbitro:                                             | Schlager      |               |            |                                                                    |

| Arbitro: | Siebert |

|  |           |                                           |
|  | Marcatori | 42’ Sancho 45’, 79’ Haaland 60’ Guerreiro |

| Arbitro: | Winkmann |

|                                                    |           |               |
| Endō 10’, 26’ Kalajdžić 34’ Klement 88’ Didavi 90’ | Marcatori | 40’ Kolašinac |

| Gelsenkirchen 5 marzo 2021, ore 20:30 CET 24ª giornata | Schalke 04 | 0 – 0 referto | Magonza | Veltins-Arena (0 spett.)\| Arbitro: \| Brych \| |
| Arbitro:                                               | Brych      |               |         |                                                 |

| Arbitro: | Storks |

|                                                                  |           |  |
| Mustafi 31’ (aut.) Weghorst 51’ Baku 58’ Brekalo 64’ Philipp 79’ | Marcatori |  |

| Arbitro: | Stieler |

|  |           |                                         |
|  | Marcatori | 15’ Stindl 63’ Lainer 72’ (aut.) Rønnow |

| Arbitro: | Jablonski |

|                       |           |               |
| Alario 26’ Schick 72’ | Marcatori | 81’ Huntelaar |

| Arbitro: | Osmers |

|           |           |  |
| Serdar 4’ | Marcatori |  |

| Arbitro: | Reichel |

|                                            |           |  |
| Höler 7’ Sallai 22’ (rig.) Günter 50’, 74’ | Marcatori |  |

| Arbitro: | Dingert |

|          |           |  |
| Klos 50’ | Marcatori |  |

| Arbitro: | Schmidt |

|          |           |                        |
| Harit 6’ | Marcatori | 19’ Boyata 73’ Ngankam |

| Arbitro: | Winkmann |

|                                                     |           |                     |
| Kramarić 47’ Akpoguma 52’ Baumgartner 60’ Bebou 64’ | Marcatori | 12’ Uth 42’ Mustafi |

| Arbitro: | Jablonski |

|                                              |           |                            |
| Huntelaar 15’ Idrizi 52’ Flick 60’ Hoppe 64’ | Marcatori | 29’, 72’ Silva 51’ N'Dicka |

| Arbitro: | Siebert |

|             |           |  |
| Bornauw 86’ | Marcatori |  |

### Coppa di Germania
| Arbitro: | Jablonski |

|             |           |                                        |
| Thomann 37’ | Marcatori | 39’ Ibišević 44’, 81’ Schöpf 86’ Raman |

| Arbitro: | Schlager |

|              |           |                           |
| Reichert 82’ | Marcatori | 27’ Serdar 51’, 63’ Raman |

| Arbitro: | Zwayer |

|              |           |  |
| Weghorst 40’ | Marcatori |  |

## Statistiche

### Statistiche di squadra
| Competizione      | Punti | In casa | In casa | In casa | In casa | In casa | In casa | In trasferta | In trasferta | In trasferta | In trasferta | In trasferta | In trasferta | Totale | Totale | Totale | Totale | Totale | Totale | DR  |
| Competizione      | Punti | G       | V       | N       | P       | Gf      | Gs      | G            | V            | N            | P            | Gf           | Gs           | G      | V      | N      | P      | Gf     | Gs     | DR  |
| ----------------- | ----- | ------- | ------- | ------- | ------- | ------- | ------- | ------------ | ------------ | ------------ | ------------ | ------------ | ------------ | ------ | ------ | ------ | ------ | ------ | ------ | --- |
| Bundesliga        | 16    | 17      | 3       | 3       | 11      | 14      | 34      | 17           | 0            | 4            | 13           | 11           | 52           | 34     | 3      | 7      | 24     | 25     | 86     | -61 |
| Coppa di Germania | -     | 0       | 0       | 0       | 0       | 0       | 0       | 3            | 2            | 0            | 1            | 7            | 3            | 3      | 2      | 0      | 1      | 7      | 3      | +4  |
| Totale            | 16    | 17      | 3       | 3       | 11      | 14      | 34      | 20           | 2            | 4            | 14           | 18           | 55           | 37     | 5      | 7      | 25     | 32     | 89     | -57 |

### Andamento in campionato
| Giornata  | 1  | 2  | 3  | 4  | 5  | 6  | 7  | 8  | 9  | 10 | 11 | 12 | 13 | 14 | 15 | 16 | 17 | 18 | 19 | 20 | 21 | 22 | 23 | 24 | 25 | 26 | 27 | 28 | 29 | 30 | 31 | 32 | 33 | 34 |
| --------- | -- | -- | -- | -- | -- | -- | -- | -- | -- | -- | -- | -- | -- | -- | -- | -- | -- | -- | -- | -- | -- | -- | -- | -- | -- | -- | -- | -- | -- | -- | -- | -- | -- | -- |
| Luogo     | T  | C  | T  | C  | T  | C  | T  | C  | T  | C  | T  | C  | C  | T  | C  | T  | C  | C  | T  | C  | T  | C  | T  | C  | T  | C  | T  | C  | T  | T  | C  | T  | C  | T  |
| Risultato | P  | P  | P  | N  | P  | N  | N  | P  | P  | P  | N  | P  | P  | P  | V  | P  | P  | P  | N  | P  | N  | P  | P  | N  | P  | P  | P  | V  | P  | P  | P  | P  | V  | P  |
| Posizione | 18 | 18 | 18 | 17 | 17 | 17 | 17 | 18 | 18 | 18 | 18 | 18 | 18 | 18 | 17 | 18 | 18 | 18 | 18 | 18 | 18 | 18 | 18 | 18 | 18 | 18 | 18 | 18 | 18 | 18 | 18 | 18 | 18 | 18 |

Legenda:

Luogo: C = Casa; T = Trasferta. Risultato: V = Vittoria; N = Pareggio; P = Sconfitta.

### Statistiche dei giocatori
| Giocatore     | Bundesliga | Bundesliga | Bundesliga  | Bundesliga | Coppa di Germania | Coppa di Germania | Coppa di Germania | Coppa di Germania | Totale   | Totale | Totale      | Totale     |
| Giocatore     | Presenze   | Reti       | Ammonizioni | Espulsioni | Presenze          | Reti              | Ammonizioni       | Espulsioni        | Presenze | Reti   | Ammonizioni | Espulsioni |
| ------------- | ---------- | ---------- | ----------- | ---------- | ----------------- | ----------------- | ----------------- | ----------------- | -------- | ------ | ----------- | ---------- |
| S. Ahlers     | 0          | 0          | 0           | 0          | 0                 | 0                 | 0                 | 0                 | 0        | 0      | 0           | 0          |
| M. Aydın      | 6          | 0          | 0           | 0          | 0                 | 0                 | 0                 | 0                 | 6        | 0      | 0           | 0          |
| T. Becker     | 20         | 0          | 1           | 0          | 2                 | 0                 | 0                 | 0                 | 22       | 0      | 1           | 0          |
| N. Bentaleb   | 9          | 0          | 2           | 0          | 1                 | 0                 | 1                 | 0                 | 10       | 0      | 3           | 0          |
| N. Boujellab  | 12         | 1          | 2           | 0          | 1                 | 0                 | 0                 | 0                 | 13       | 1      | 2           | 0          |
| C. Bozdoğan   | 14         | 0          | 0           | 0          | 1                 | 0                 | 0                 | 0                 | 15       | 0      | 0           | 0          |
| B. Ezeh       | 0          | 0          | 0           | 0          | 0                 | 0                 | 0                 | 0                 | 0        | 0      | 0           | 0          |
| F. Flick      | 4          | 1          | 1           | 0          | 0                 | 0                 | 0                 | 0                 | 4        | 1      | 1           | 0          |
| R. Fährmann   | 22         | 0          | 2           | 0          | 3                 | 0                 | 0                 | 0                 | 25       | 0      | 2           | 0          |
| A. Harit      | 28         | 2          | 4           | 0          | 3                 | 0                 | 0                 | 0                 | 31       | 2      | 4           | 0          |
| M. Hoppe      | 22         | 6          | 3           | 0          | 2                 | 0                 | 0                 | 0                 | 24       | 6      | 3           | 0          |
| K. Huntelaar  | 9          | 2          | 2           | 0          | 0                 | 0                 | 0                 | 0                 | 9        | 2      | 2           | 0          |
| V. Ibišević   | 4          | 0          | 1           | 0          | 1                 | 1                 | 0                 | 0                 | 5        | 1      | 1           | 0          |
| B. Idrizi     | 3          | 1          | 1           | 0          | 0                 | 0                 | 0                 | 0                 | 3        | 1      | 1           | 0          |
| O. Kabak      | 14         | 0          | 4           | 1          | 0                 | 0                 | 0                 | 0                 | 14       | 0      | 4           | 1          |
| J. Kaparos    | 1          | 0          | 0           | 0          | 0                 | 0                 | 0                 | 0                 | 1        | 0      | 0           | 0          |
| S. Kolašinac  | 17         | 1          | 5           | 0          | 1                 | 0                 | 0                 | 0                 | 18       | 1      | 5           | 0          |
| A. Kutucu     | 7          | 0          | 1           | 0          | 1                 | 0                 | 0                 | 0                 | 8        | 0      | 1           | 0          |
| M. Langer     | 3          | 0          | 0           | 0          | 0                 | 0                 | 0                 | 0                 | 3        | 0      | 0           | 0          |
| K. Ludewig    | 6          | 0          | 1           | 0          | 2                 | 0                 | 0                 | 0                 | 8        | 0      | 1           | 0          |
| M. Maden      | 1          | 0          | 0           | 0          | 0                 | 0                 | 0                 | 0                 | 1        | 0      | 0           | 0          |
| O. Mascarell  | 24         | 1          | 6           | 0          | 2                 | 0                 | 0                 | 0                 | 26       | 1      | 6           | 0          |
| R. Matondo    | 3          | 0          | 0           | 0          | 0                 | 0                 | 0                 | 0                 | 3        | 0      | 0           | 0          |
| H. Matriciani | 1          | 0          | 0           | 0          | 0                 | 0                 | 0                 | 0                 | 1        | 0      | 0           | 0          |
| H. Mendyl     | 3          | 0          | 1           | 0          | 2                 | 0                 | 0                 | 0                 | 5        | 0      | 1           | 0          |
| L. Mercan     | 1          | 0          | 0           | 0          | 0                 | 0                 | 0                 | 0                 | 1        | 0      | 0           | 0          |
| S. Mustafi    | 13         | 1          | 1           | 0          | 0                 | 0                 | 0                 | 0                 | 13       | 1      | 1           | 0          |
| M. Nastasić   | 15         | 0          | 2           | 0          | 3                 | 0                 | 0                 | 0                 | 18       | 0      | 2           | 0          |
| B. Oczipka    | 27         | 0          | 1           | 0          | 3                 | 0                 | 0                 | 0                 | 30       | 0      | 1           | 0          |
| G. Paciência  | 15         | 1          | 2           | 0          | 1                 | 0                 | 0                 | 0                 | 16       | 1      | 2           | 0          |
| V. Pavlidis   | 1          | 0          | 0           | 0          | 0                 | 0                 | 0                 | 0                 | 1        | 0      | 0           | 0          |
| B. Raman      | 25         | 2          | 2           | 0          | 2                 | 3                 | 1                 | 0                 | 27       | 5      | 3           | 0          |
| S. Rudy       | 2          | 0          | 0           | 0          | 0                 | 0                 | 0                 | 0                 | 2        | 0      | 0           | 0          |
| F. Rønnow     | 11         | 0          | 0           | 0          | 0                 | 0                 | 0                 | 0                 | 11       | 0      | 0           | 0          |
| S. Sané       | 14         | 0          | 5           | 0          | 1                 | 0                 | 1                 | 0                 | 15       | 0      | 6           | 0          |
| M. Schubert   | 0          | 0          | 0           | 0          | 0                 | 0                 | 0                 | 0                 | 0        | 0      | 0           | 0          |
| L. Schuler    | 2          | 0          | 0           | 0          | 0                 | 0                 | 0                 | 0                 | 2        | 0      | 0           | 0          |
| A. Schöpf     | 19         | 0          | 0           | 0          | 2                 | 2                 | 0                 | 0                 | 21       | 2      | 0           | 0          |
| S. Serdar     | 25         | 1          | 3           | 0          | 1                 | 1                 | 0                 | 0                 | 26       | 2      | 3           | 0          |
| S. Skrzybski  | 13         | 0          | 2           | 0          | 2                 | 0                 | 0                 | 0                 | 15       | 0      | 2           | 0          |
| B. Stambouli  | 24         | 0          | 5           | 0          | 3                 | 0                 | 1                 | 0                 | 27       | 0      | 6           | 0          |
| M. Thiaw      | 19         | 1          | 3           | 1          | 3                 | 0                 | 1                 | 0                 | 22       | 1      | 4           | 1          |
| M. Uth        | 20         | 3          | 5           | 0          | 1                 | 0                 | 0                 | 0                 | 21       | 3      | 5           | 0          |
| W. William    | 8          | 0          | 2           | 0          | 1                 | 0                 | 1                 | 0                 | 9        | 0      | 3           | 0          |
| K. Çalhanoğlu | 4          | 0          | 0           | 0          | 0                 | 0                 | 0                 | 0                 | 4        | 0      | 0           | 0          |